# Mesoleuca albicillata
Pour les articles homonymes, voir Phalène.
Espèce
Mesoleuca albicillata, la Phalène de la ronce ou la Blanchâtre, est une espèce de lépidoptères (papillons) nocturnes de la famille des Geometridae, de la sous-famille des Larentiinae.

## Liste des sous-espèces
Selon Catalogue of Life (25 février 2023) :
- sous-espèce Mesoleuca albicillata casta Butler, 1878

## Distribution
Espèce répandue presque partout en France comme dans le reste de l'Europe.